# ملیسان
ملیسان (به انگلیسی: Mellisan)
رده درمانی:  داروهای گیاهی . 
اشکال دارویی: ژل موضعی

## موارد مصرف
ژل ملیسان به عنوان ضد ویروس در درمان تبخال بکارمی‌رود.

## مکانیسم اثر
عصاره بادرنجبویه دارای ترکیبات مؤثری یا خاصیت متوقف‌کننده فعالیت ویروس هریس (عامل ایجاد تب خال) می‌باشد.  

## عوارض جانبی
آلرژی.